# Pruit
Pruit és un nucli de població del municipi de Rupit i Pruit a la comarca d'Osona. La vila es va desenvolupar al voltant de l'església de Sant Andreu, ja esmentada l'any 995, quan pertanyia als vescomtes d'Osona i sempre ha estat unit al castell i jurisdicció de Rupit.